# Nürnberg Ice Tigers
Nürnberg Ice Tigers – niemiecki klub hokejowy z siedzibą w Norymberdze (Bawaria) występujący w rozgrywkach DEL. Swoją pełną nazwę – "Thomas Sabo Ice Tigers" klub zawdzięcza głównemu sponsorowi, firmie Thomas Sabo.
W przeszłości trenerem klubu był Peter Ihnačák (1998-2000).
Kapitanem drużyny jest Patrick Reimer z numerem 17.
Od sezonu 2019/2020 nowym dyrektorem sportowym został André Dietzsch

## Informacje ogólne
- Nazwa: Nürnberg Ice Tigers
- Rok założenia: 1980
- Barwy: niebiesko-czerwone
- Adres: Kurt-Leucht-Weg 11, 90471 Nürnberg
- Lodowisko: Arena Nürnberger Versicherung
- Pojemność: 8200

## Sukcesy
- Złoty medal Niemiec Południowych; 1985, 1986
- Złoty medal 2. Bundesligi Południe: 1991
- Srebrny medal mistrzostw Niemiec: 1999, 2007

## Dotychczasowe nazwy klubu
- EHC 80 Nürnberg (1980–1995)
- Nürnberg Ice Tigers (1995–2006)
- Sinupret Ice Tigers (2006–2009)
- Thomas Sabo Ice Tigers (od 2009)